# Застава Италије
Застава Италије (позната у Италији и као Il Tricolore - тробојка) је тробојна застава са три једнака вертикална поља (гледајући од јарбола) зелене, беле и црвене боје. У званичној је употреби од настанка Италијанске републике 1946. године.
Застава је инспирисана заставом Француске, али нема званичног тумачења употребљених боја. Незванична тумачења су да зелена боја представља шуме и пашњаке Италије, бела снежне Алпе а црвена крв проливену у борби за ослобођење и уједињење. Религиозније тумачење ове три боје представља као наду, веру и доброчинство.
Историјски, мотиви зелене, беле и црвене боје били су присутни у различитим облицима на заставама разних држава и покрета и Италији током XIX века, и избор ове три боје није зачуђујући. Од уједињења Италије, коришћена је застава која је на белом пољу имала грб владајуће Савојске династије.